# Стратмур Вилиџ (Кентаки)
Стратмур Вилиџ (енгл. Strathmoor Village) град је у америчкој савезној држави Кентаки.

## Демографија
По попису из 2010. године број становника је 648, што је 23 (3,7%) становника више него 2000. године.
| Група             | 2000.       | 2010.       |
| Белци             | 601 (96,2%) | 598 (92,3%) |
| Афроамериканци    | 9 (1,4%)    | 16 (2,5%)   |
| Азијати           | 8 (1,3%)    | 15 (2,3%)   |
| Хиспаноамериканци | 1 (0,2%)    | 10 (1,5%)   |
| Укупно            | 625         | 648         |